# زیرونت
زیرونت (انگلیسی: ZeroNet) یک شبکه وب غیر متمرکز از کاربران همتا به همتا است که توسط Tamas Kocsis در سال ۲۰۱۵ ایجاد شده‌است. پایگاه برنامه‌نویسی این شبکه در بوداپست، مجارستان مستقر است و در پایتون ساخته شده‌است؛ و کاملاً منبع باز است. به جای داشتن آدرس IP، سایت‌ها توسط یک کلید عمومی (به‌طور خاص یک آدرس بیت کوینی) مشخص می‌شوند. کلید خصوصی به صاحب سایت اجازه می‌دهد تغییراتی را امضا و منتشر کند، که از طریق شبکه پخش می‌شوند. هنگام استفاده از برنامه ZeroNet، که به عنوان یک میزبان محلی برای چنین صفحاتی عمل می‌کند، می‌توانید از طریق یک مرورگر وب معمولی به سایتها دسترسی پیدا کنید. ZeroNet علاوه بر استفاده از رمزنگاری بیت کوین، از ردیابهای شبکه BitTorrent برای مذاکره در مورد ارتباط بین همسالان استفاده می‌کند. ZeroNet به‌طور پیش فرض ناشناس نیست، اما از مسیریابی ترافیک از طریق شبک Tor پشتیبانی می‌کند.

## توسعه سایتها
سایت‌های موجود در ZeroNet توسط کاربران آن به عنوان "zites" شناخته می‌شود.
- بیت‌کوین
- اتریم (رمزارز)
- Cooperative storage cloud
- Coral Content Distribution Network
- Decentralized computing
- Distributed data store
- جدول درهم‌سازی توزیع‌شده
- Filecoin
- Freenet
- پروژه اینترنت مخفی
- InterPlanetary File System
- Kademlia
- Namecoin
- OpenBazaar
- Peer-to-peer web hosting
- Self-certifying File System